# Samuel Colt
Samuel Colt (19. srpnja, 1814. – 10. siječnja, 1862.) je bio inovativni američki izumitelj i industrijalac iz Hartforda, Connecticut. Osnovao je tvrtku Colt's Patent Firearms Manufacturing Company (danas Colt's Manufacturing Company), te masovno proizvodio revolvere komercijalno uspješne. Izumio je prvi revolver Colt Paterson koji je patentiran 1836. Postoji citat koji se često mogao čuti tijekom Divljeg zapada: "Bog je stvorio čovjeka, ali ih je Samuel Colt učinio jednakim."